# Ickes Mountains
Ickes Mountains är ett berg i Antarktis. Det ligger i Västantarktis. Inget land gör anspråk på området. Toppen på Ickes Mountains är 720 meter över havet.
Terrängen runt Ickes Mountains är kuperad åt nordväst, men åt sydost är den platt. Trakten är obefolkad. Det finns inga samhällen i närheten.